# FOXP2

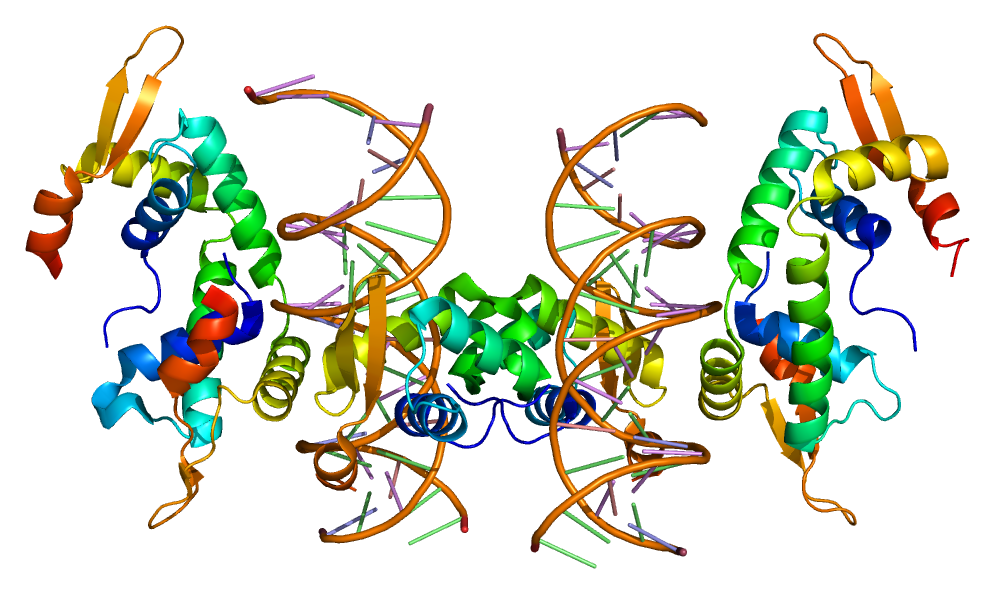
Struktura białka FOXP2

Forkhead Box Protein P2 (FOXP2) – białko kodowane w komórkach ludzkich poprzez gen FOXP2, znany też jako CAGH44, SPCH1 lub TNRC10, ulokowany u ludzi na długim ramieniu 7. chromosomu w okolicy prążka 7q31.1. Pełni funkcje czynnika transkrypcyjnego i jest niezbędne do prawidłowego rozwoju mowy. Homologi (ortologi) genu wykryto u wielu innych kręgowców, gdzie przeważnie odgrywają istotną rolę w procesie komunikacji (na przykład u ptaków regulują rozwój umiejętności śpiewu).
Pierwotnie opisany jako gen, którego mutacja warunkuje zaburzenia mowy w tzw. rodzinie KE (symbol określający brytyjską rodzinę, w której około połowa członków była obarczona poważnymi zaburzeniami mowy objawiającymi się werbalną dyspraksją i zaburzeniami w mimice; badanie rodziny KE było prowadzone w UCL Great Ormond Street Institute of Child Health w Londynie w 1990 roku). W trakcie badań określono, że jest to pierwszy ludzki gen, którego defekt wywołuje zaburzenia mowy i jest dziedziczony zgodnie z prawami Mendla.

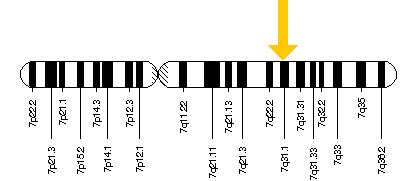
Lokalizacja genu FOXP2 na ludzkim chromosomie 7.

Kontrowersyjna hipoteza „genu gramatyki” była wspierana przez kanadyjską uczoną Myrne Gopnik. W 1995 roku odkryto, że zaburzenia mowy nie są jedynym skutkiem mutacji genu. Były one powiązane z nieprawidłowościami anatomicznymi (budowa krtani) i intelektualnymi; tym samym obalono hipotezę Myrny Gopkin. Z neurologicznego punktu widzenia zaobserwowano nieaktywność regionów mózgu kontrolujących złożone ruchy twarzy i ust. Ostateczna identyfikacja genu miała miejsce na Uniwersytecie Oksfordzkim w 2001 roku, gdzie nadano mu nazwę FOXP2.

## Funkcja
Białko kodowane genem FOXP2 jest niezbędne do prawidłowego rozwoju mózgu. Myszy z nokautowaną jedną kopią genu FOXP2 cechowały się znacznie obniżonymi zdolnościami wokalnymi. Nokaut obu kopii tego genu powodował śmierć myszy po kilkunastu dniach na skutek braku prawidłowo rozwiniętych płuc i elementów móżdżku. Ekspresja genu FOXP2 była wykrywana w wielu miejscach mózgu, szczególnie w zwojach podstawnych i nisko położonych strefach kory czołowej, gdzie jest niezbędna do rozwoju umiejętności mowy.
Badania z wykorzystaniem mysich nokautów pozwoliły poglądowo określić rolę genu FOXP2 w rozwoju ssaków. Brak funkcjonalnego tylko jednego genu z pary powodował obniżenie zdolności wydawania spójnych dźwięków, nokaut obu kopii genu powodował poważne problemy rozwojowe mózgu i płuc.
Ekspresja genu FOXP2 jest w szczególności kontrolowana poprzez mikro-RNA (miRNA).

## Aspekty kliniczne
Znanych jest kilka nieprawidłowości związanych z genem FOXP2. Najczęściej występująca (~2% według jednego szacunku) mutacja u ludzi powoduje poważne upośledzenie mowy, opisywane pod nazwą wrodzonej dyspraksji werbalnej. Chorzy mają niewielkie bądź żadne zmiany kognitywne, ale nie są w stanie wykonywać skoordynowanych ruchów twarzy i języka, które są niezbędne do artykułowania prawidłowej wypowiedzi. Zmianę tę wywołuje translokacja 7q31.2 [t (5; 7) (q22; q31.2)]. Uważa się, że zmiany patologiczne występujące u rodziny KE były spowodowane substytucją arginina-histydyna (p.Arg553His) w regionie zajmowanym przez domenę wiążącą DNA. Zmiana taka uniemożliwiła właściwe połączenie produktu genu FOXP2 z elementami genomu podlegającymi dalszej regulacji. Heterozygotyczna substytucja argininy (p.Arg328*) wywołuje przedwczesne wystąpienie kodonu STOP i pojawienie się skróconego białka. Mutacja ta fenotypowo objawiała się u jednego członka rodziny KE poprzez ograniczenia prawidłowości mowy w stopniu niezbyt dużym. Substytucje p.Arg553His i p.Arg328* wpływały również na lokalizację w jądrze komórkowym innych białek i poziom ekspresji genu FOXP2.
Prowadzono badania mające na celu powiązanie mutacji genu FOXP2 z autyzmem.
Istnieją dowody sugerujące, że upośledzenie mowy u osób dotkniętych obecnością nieprawidłowego genu FOXP2 nie wynikają jedynie z braku koordynacji ruchowej mięśni twarzy i języka. Pewne upośledzenia mogą dotyczyć trudności w zrozumieniu słów i dźwięków. Badania przy pomocy obrazowaniu mózgu wskazały na nieprawidłowe funkcjonowanie regionów korowych i podstawnych, co wskazuje, że wady te wykraczają poza układ ruchu.

## Ewolucja
Gen FOXP2 u ssaków cechuje się wysoką konserwatywnością. W obrębie gatunku występuje tylko jeden allel tego genu, a stwierdzane niekiedy jego mutacje wydają się być związane z poważnymi chorobami. Allel występujący u szympansów, bonobo, goryli, rezusów i makaków jest ten sam i jest inny niż stwierdzony u zdrowych ludzi. Jeszcze inny allel stwierdzono u orangutanów. Ludzki gen wyróżnia się spośród naczelnych dwiema substytucjami: treonina-asparagina (p.Thr303Asn) i asparagina-seryna (p.Asn325Ser). U myszy różni się on od ludzkiego o trzy aminokwasy. Jedna z dwóch substytucji odróżniających gen ludzi od szympansiego pojawiła się też niezależnie u nietoperzy, u których odgrywa znacząca rolę w zdolności echolokacji.
Jak się wydaje mutacje genu FOXP2 w linii ewolucyjnej człowieka miały miejsce nie wcześniej niż 4-6 mln lat temu, ale nie później niż 400 tys. lat temu, gdyż taki sam allel tego genu stwierdzono u neandertalczyka i denisowianina.  Uwzględniając wysoce konserwatywną sekwencję tego genu tempo z jakim rozprzestrzeniły się jego nowe mutacje w populacji ludzkiej wskazują na jego aktywną selekcję na drodze doboru naturalnego lub płciowego.

## Nietoperze
Echolokacyjne nietoperze napotykają szczególne trudności dotyczące koordynacji orofacjalnej używając sygnałów wokalnych do odnajdywania drogi i zdobywania pokarmu. Mogą one niezwykle  szybko (do 200 razy na sekundę) emitować impulsy dźwiękowe, o zakresie częstotliwości od 11 kHz (Euderma maculatum) do 212 kHz (Cloeotis percivali) i interpretować echo wynikowe. Odbiór "ultradźwiękowych kwantów" w celu orientacji przestrzennej, unikania przeszkód i odnajdywania zdobyczy wymaga złożonego układu słuchowego i orofacjalnego, lub koordynacji narządów oddechowych (w przypadku niektórych gatunków). Nietoperze stanowią jedną z niewielu grup zwierząt, u których zaobserwowano naukę dźwięków.
Najstarsze (ok 52,5 mln lat temu) znane nietoperze występowały w okresie wczesnego eocenu. Wyewoluowały one niezwykle szybko (prawdopodobnie skokowo) z owadożernych, niewielkich, czworonożnych ssaków należących do kladu Laurasiatheria zamieszkujących superkontynent Laurazję.
Nietoperzy ortolog genu FOXP2 charakteryzuje się obecnością dwóch eksonów (7. i 17.) o wysokim stopniu zmienności. Ta zmienność, przewyższająca zmienność genu FOXP2 u innych grup kręgowców, prawdopodobnie odegrała kluczową rolę w szybkiej ewolucji nietoperzy. Jednym z możliwych wyjaśnień takiego zjawiska jest umiejętność uczenia się dźwięków występująca u tych zwierząt. Takie zdolności zaobserwowano także u waleni, ptaków, a nawet u słonia afrykańskiego.
Echolokacja nietoperzy jest znacznie bardziej skomplikowana niż echolokacja waleni. U tego rzędu ssaków wodnych sygnały sonarowe emitowane są przy użyciu trzech par symetrycznie ułożonych worków powietrznych ulokowanych za szczęką (2 worki podszczękowe, 2 worki przedsionkowe, 2 worki dodatkowe). Sztywna kostna struktura czaszki uniezależnia te zwierzęta od konieczności posiadania złożonej koordynacji orofacjalnej. Impuls dźwiękowy jest kierowany w stronę melona (tkanka tłuszczowa skupiająca falę dźwiękową). Echolokacja waleni nie wykazuje zmian charakteru wydawanego dźwięku w odpowiedzi na impuls zwrotny odbijany od przeszkody/pokarmu.

## Ptaki
U ptaków śpiewających FOXP2 prawdopodobnie reguluje procesy związane z neuroplastycznością. W rozwoju przedstawicieli tej grupy występuje krytyczny okres, w którym młode osobniki muszą być wystawione na określone dźwięki w celu ich przyswojenia. Mają one wrodzone predyspozycje do odbierania sygnałów typowych dla swojego gatunku. Te wzorce dźwiękowe przechowywane są w pamięci długotrwałej. Większość gatunków nie potrzebuje wcześniejszej ekspozycji na dźwięki wydawane przez przedstawicieli swojego gatunku by chociaż częściowo śpiewać charakterystyczną dla nich melodię.
Modelowym gatunkiem do badania relacji między genem FOXP2 a umiejętnością śpiewu jest zeberka timorska. Analizy struktury białkowego produktu genu wykazały różnicę w 5 aminokwasach między ssaczymi odpowiednikami. Odkrycie to wzmacnia hipotezę, że zaawansowane zdolności komunikacyjne wyewoluowały u ssaków i ptaków niezależnie. Wyraźna ekspresję genu FOXP2 zaobserwowano u samców zeberki timorskiej (u gatunku tego jedynie samce są zdolne do nauki śpiewu i wykorzystują ją w trakcie godów) w obszarze X prążkowia. Ciekawa jest obserwacja wzrostu aktywności neuronów regionu X prążkowia w trakcie śpiewu lub gdy badanemu samcowi odtwarzano śpiew przedstawiciela własnego gatunku. Dalsze badania wykazały możliwość dimeryzacji białka FoxP1 z innymi przedstawicielami tej rodziny, w tym z białkiem FoxP2 (produktem genu FOXP2). Taka regulacja może kontrolować funkcjonowanie genu FOXP2 i jego produktu u osobników różnej płci. Wydaje się, że chociaż obecność białka FoxP2 jest niezbędna, to jednak niewystarczająca do wytworzenia umiejętności nauki śpiewu i odpowiedniej reakcji na dźwięk. Prawidłowa relacja białka FoxP2 z innymi czynnikami regulatorowymi umożliwia właściwy rozwój zdolności śpiewu u dorastających osobników.
Koekspresja genów FOXP1, FOXP4 może w niewielkim stopniu niwelować negatywny wpływ wady genu FOXP2 na rozwój płuc i serca, jednak nie umożliwia właściwego rozwoju elementów mózgowia.
Nauka śpiewu wyewoluowała u ptaków niezależnie u trzech grup: papug, wróblowych i kolibrów.